# Dinan (Loir)
Der Dinan ist ein kleiner Fluss im südwestlichen Teil von Zentral-Frankreich, der im Département Sarthe der Region Pays de la Loire südlich der Stadt Le Mans verläuft.

## Geografie

### Verlauf
Der Dinan entspringt im Staatsforst Forêt domaniale de Bercé, im nordwestlichen Gemeindegebiet von Jupilles, entwässert generell Richtung Südsüdost und mündet nach rund 17 Kilometern an der Gemeindegrenze von Flée und Montval-sur-Loir als rechter Nebenfluss in den Loir. Im Mündungsabschnitt quert der Dinan die Bahnstrecke Chartres–Bordeaux.

### Orte am Fluss
(Reihenfolge in Fließrichtung)
- Les Forges, Gemeinde Jupilles
- La Pilletière, Gemeinde Jupilles
- Thoiré-sur-Dinan
- Flée
- Moulin Paie, Gemeinde Montval-sur-Loir
- La Sansonnière, Gemeinde Flée